# Élections à la chambre des conseillers marocaine de 2015
Les Élections à la chambre des conseillers marocaine de 2015 ont lieu le 2 octobre 2015 afin d'élire au suffrage indirect les 120 sièges de la Chambre haute du Maroc.

## Contexte

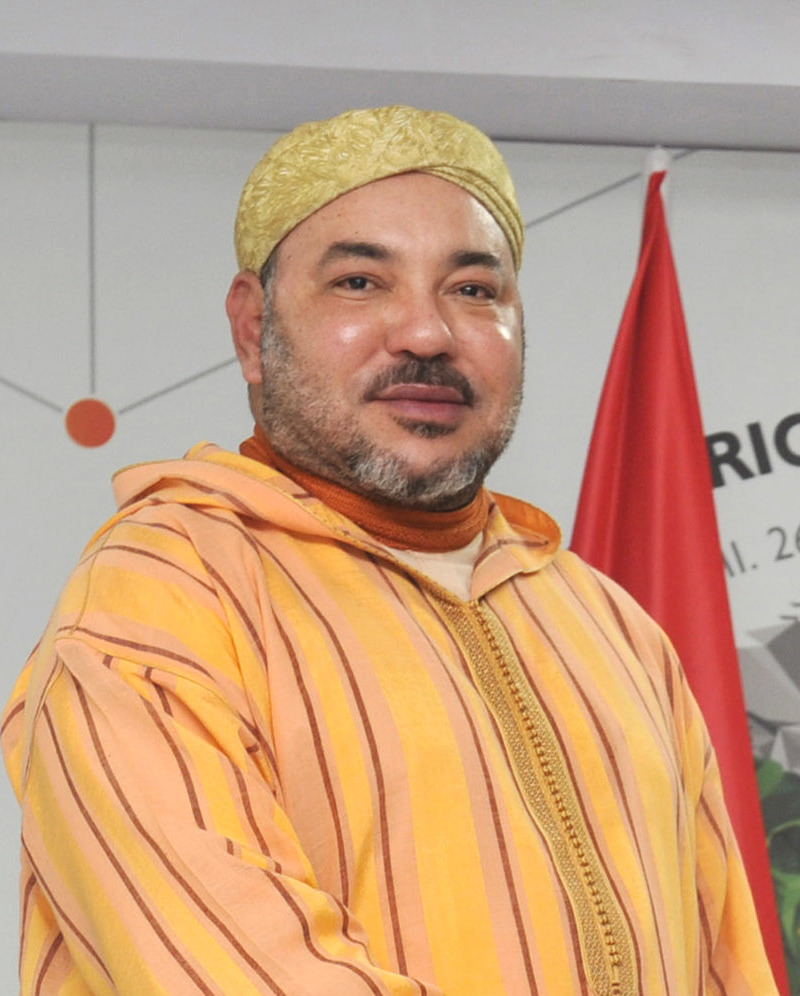
Le roi Mohammed VI.

Le scrutin intervient après une importante refonte constitutionnelle du fonctionnement et de la composition de la Chambre des conseillers. En réponse au mouvement de contestation qui prend place lors du Printemps arabe en 2011, le roi Mohammed VI annonce une série de réformes constitutionnelles, approuvées par référendum à une écrasante majorité. La séparation des pouvoirs, l'indépendance de la justice et le poids du parlement sont renforcés, de même que les pouvoirs du chef de gouvernement,. La Chambre des conseillers ne dispose plus du pouvoir de voter une motion de censure à l'encontre du gouvernement. Le nombre de ses membres passe de 270, élus pour neuf ans avec un renouvellement par tiers tous les trois ans, à un total de 120, renouvelés intégralement tous les six ans. Son renouvellement intervient ainsi en 2015 après une période de transition de trois ans au cours de laquelle le mandat des conseillers est prorogé,.

## Système électoral

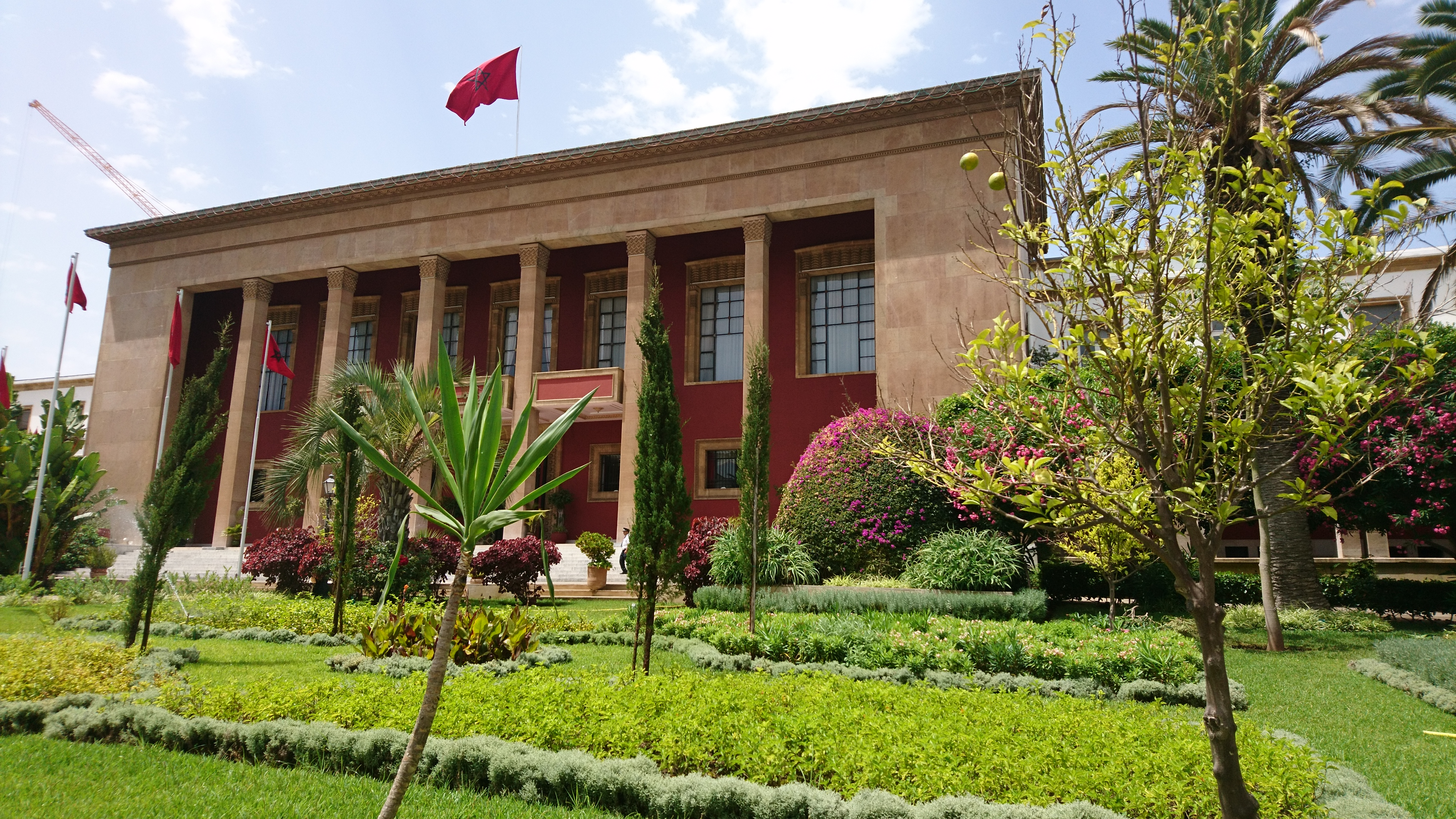
Bâtiment du parlement à Rabat.

La Chambre des conseillers est composée de 120 sièges pourvus au suffrage indirect pour un mandat de six ans,. 
Sur ce total, les trois cinquièmes, soit 72 conseillers, sont pourvus par les membres des collectivités territoriales dans le cadre des douze régions, à raison d'un tiers (24 sièges) par les conseillers régionaux, et deux tiers (48 sièges) par les conseillers communaux, provinciaux et préfectoraux,.
Les deux cinquièmes restants, soit 48 sièges, sont pourvus dans chaque région par des collèges électoraux représentants les forces professionnelles du pays. Sur ces 48 sièges, 20 sont pourvus par l'ensemble des élus régionaux des quatre chambres professionnelles de la région concernée : chambres d'agriculture, chambres de commerce, d'industrie et de services, chambres d'artisanat et chambres des pêches maritimes. 20 autres sièges sont pourvus par les membres d'un collège électoral élus à l'échelon national par les représentants des salariés. Enfin, 8 sièges sont pourvus par les membres d'un collège électoral élus par les membres des organisations professionnelles des employeurs composant la Confédération générale des entreprises du Maroc (CGEM),,.
Chacun de ces différents collèges électoraux élit les conseillers au scrutin proportionnel plurinominal selon la règle du plus fort reste, avec listes fermées sans panachage ni vote préférentiel. Lorsque le collège électoral n'a a élire qu'un seul conseiller dans sa région, le vote a cependant lieu au scrutin uninominal majoritaire à un tour,.
Tous les candidats doivent eux-mêmes être membres du seul collège électoral auprès duquel ils se présentent, et ne se présenter que pour un seul seulement. Sont frappés d'inéligibilité les citoyens ayant été naturalisés depuis moins de cinq ans, ceux ayant été condamnés à de la prison pour corruption électorale, ainsi que les membres de la Chambre des représentants, les membres du gouvernement, les présidents de régions et ceux des chambres professionnelles. Si un conseiller en fonction accepte l'un de ces mandats, ou change d'appartenance politique ou syndicale, il perd automatiquement son mandat de conseiller.
Le Président de la Chambre des Conseillers et les membres du Bureau, ainsi que les présidents des Commissions permanentes et leurs bureaux, sont élus parmi les conseillers à la représentation proportionnelle des groupes pour trois ans. Leur renouvellement intervient par conséquent à chaque début et à chaque moitié de législature.

## Résultats
|                   |                                                 |        |  |  |  |  |  |  |  |  |
| Parti ou syndicat | Parti ou syndicat                               | Sièges |  |  |  |  |  |  |  |  |
|                   | Parti de l'Istiqlal (PI)                        | 24     |  |  |  |  |  |  |  |  |
|                   | Parti authenticité et modernité (PAM)           | 23     |  |  |  |  |  |  |  |  |
|                   | Parti de la justice et du développement (PJD)   | 12     |  |  |  |  |  |  |  |  |
|                   | Mouvement populaire (MP)                        | 10     |  |  |  |  |  |  |  |  |
|                   | Rassemblement national des indépendants (RNI)   | 8      |  |  |  |  |  |  |  |  |
|                   | Indépendants                                    | 8      |  |  |  |  |  |  |  |  |
|                   | Union marocaine du travail (UMT)                | 6      |  |  |  |  |  |  |  |  |
|                   | Union socialiste des forces populaires (USFP)   | 5      |  |  |  |  |  |  |  |  |
|                   | Confédération démocratique du travail (CDT)     | 4      |  |  |  |  |  |  |  |  |
|                   | Union nationale du travail du Maroc (UNTM)      | 4      |  |  |  |  |  |  |  |  |
|                   | Union générale des travailleurs du Maroc (UGTM) | 3      |  |  |  |  |  |  |  |  |
|                   | Union constitutionnelle (UC)                    | 3      |  |  |  |  |  |  |  |  |
|                   | Mouvement démocratique et social (MDS)          | 3      |  |  |  |  |  |  |  |  |
|                   | Parti du progrès et du socialisme (PPS)         | 2      |  |  |  |  |  |  |  |  |
|                   | Parti démocratique Al Ahd (PDAA)                | 1      |  |  |  |  |  |  |  |  |
|                   | Parti de la réforme et du développement (PRD)   | 1      |  |  |  |  |  |  |  |  |
|                   | Fédération démocratique du travail (FDT)        | 1      |  |  |  |  |  |  |  |  |
|                   | Organisation démocratique du travail (ODT)      | 1      |  |  |  |  |  |  |  |  |
|                   | Syndicat national démocratique du travail (SND) | 1      |  |  |  |  |  |  |  |  |
|                   |                                                 |        |  |  |  |  |  |  |  |  |
| Total             | Total                                           | 120    |  |  |  |  |  |  |  |  |